# Tűrbe
Türbe je turška beseda za "grobnico". V Carigradu se pogosto uporablja za označevanje mavzoleja osmanskih sultanov in drugih plemičev in veljakov.
Beseda izhaja iz arabskega تُرْبَة turbah (kar pomeni tla/tla/zemlja), kar lahko pomeni tudi mavzolej, pogosteje pa pogrebni kompleks ali parcelo na pokopališču.

## Značilnosti
Tipično türbe se nahaja na ozemlju mošeje ali kompleksa, ki ga pogosto obdarijo pokojniki. Nekateri pa so tesneje integrirani v okoliške zgradbe. Mnoge so sorazmerno majhne zgradbe, pogosto s kupolami in šesterokotne ali osmerokotne oblike, ki vsebujejo eno komoro. Manjše turbe so običajno zaprte, čeprav je notranjost včasih vidna skozi kovinske rešetke nad okni ali vrati. Zunanjost je običajno zidana, morda z dekoracijo iz ploščic nad vrati, notranjost pa pogosto vsebuje velike površine poslikanih ploščic, ki so lahko najvišje kakovosti.
V notranjosti telo ali telesa počivajo v navadnih sarkofagih, morda s preprostim napisom, ki so ali so bili prvotno prekriti z bogatimi zavesami iz blaga. Običajno so ti sarkofagi simbolični, dejansko truplo pa leži pod tlemi. Na vzglavju grobnice je bil leseni drog včasih obdan z otomanskim turbanom iz bele tkanine (za moške) ali s turbanom, vklesanim v kamen.
Prejšnji primeri so pogosto imeli dve ali več nadstropij, po zgledu Ilkhanate in perzijskih grobnic, po katerih so bili oblikovani; Grobnica Malek je dober primer tega. Osmanski stil naj bi odražal tudi obliko šotorov, ki so jih uporabljali prejšnji nomadski Osmani in njihovi nasledniki na vojaških pohodih. Sultani so pogosto imeli grobnice zgrajene v času svojega življenja, čeprav so bile grobnice drugih družinskih članov (in nekaterih sultanov) zgrajene po njihovi smrti. Vitalni organi sultana Murata I., ki je bil umorjen tik po zmagi v bitki na Kosovu leta 1389, so bili pokopani v tamkajšnji turbeti, preostali del njegovega telesa pa so prenesli nazaj v njegovo prestolnico Burso, da bi ga pokopali v drugi turbeti.
A typical türbe is located in the grounds of a mosque or complex, often endowed by the deceased. However, some are more closely integrated into surrounding buildings. Many are relatively small buildings, often domed and hexagonal or octagonal in shape, containing a single chamber. More minor türbes are usually kept closed although the interior can be sometimes be glimpsed through metal grilles over the windows or door. The exterior is typically masonry, perhaps with tiled decoration over the doorway, but the interior often contains large areas of painted tilework, which may be of the highest quality.
Inside, the body or bodies repose in plain sarcophagi, perhaps with a simple inscription, which are, or were originally, covered by rich cloth drapes. Usually these sarcophagi are symbolic, and the actual body lies below the floor. At the head of the tomb a wooden pole was sometimes surmounted by a white cloth Ottoman turban (for men) or by a turban carved in stone.
Earlier examples often had two or more storeys, following the example of the Ilkhanate and Persian tombs on which they were modelled; the Malek Tomb is a good example of this. The Ottoman style is also supposed to reflect the shape of the tents used by the earlier nomadic Ottomans and their successors when on military campaigns. Sultans often had their tombs built during their lifetimes, although those of other family members (and some sultans) were constructed after their deaths. The vital organs of Sultan Murad I, assassinated just after his victory at the Battle of Kosovo in 1389, were buried in a türbe there while the rest of his body was carried back to his capital at Bursa to be buried in a second türbe.

## Znane türbes
Carigrad je dom turbejev večine osmanskih sultanov, pa tudi številnih velikih vezirjev in drugih uglednih osebnosti. Turčija ima tudi türbe, povezane z več sufijskimi svetniki Osmanskega cesarstva.

### Sulejmanija
Kompleks mošeje Sulejmanija v Carigradu vključuje nekatere najbolj znane tűrbe, vključno s tisto samega Sulejmana (1550) – morda najbolj čudovito od vseh osmanskih tűrbe – in njegove žene Hürrem Sultan, z nekaj izjemno finimi ploščicami. V ulici blizu kompleksa je majhna tűrbe njegovega slavnega arhitekta Mimarja Sinana, na njegovem vrtu.

### Konya
V Konyi sta na ozemlju  Alâeddinov mošeje iz 12. stoletja dve zgodnji tűrbi s stožčasto streho, ki vsebujeta ostanke članov dinastije Seldžukov Sultanata Rum. Mesto je tudi dom tűrbe Jalal ad-Din Muhammad Rumi, ki je glavno svetišče in romarska točka. V Konyi, tako kot v Kayseriju, se türbe imenujejo tudi kümbets.
=== Bursa ===]
Osmanska prestolnica pred osvojitvijo Konstantinopla leta 1453, Bursa, je dom tűrbejev večine zgodnejših sultanov, vključno z Osmanom I. in njegovim sinom Orhanom. Türbes na ozemlju ljubkega kompleksa Muradiye vsebujejo ostanke Murata II. in več princev. Yeşil Türbe (Zelena Türbe), velik trinadstropni stolp na ozemlju mošeje Yeşil, hrani čudovito poploščen sarkofag Mehmeda I. Velik del njegove zunanjosti je pokrit z navadnimi modrimi ploščicami, kljub temu, da ime grobnice nakazuje, da so zelene.

### Bolgarija
V Bolgariji so sedemkotne tűrbe derviških svetnikov, kot so Kıdlemi Baba, Ak Yazılı Baba, Demir Baba in Otman Baba, pred letom 1826 služile kot središča bektašijskih teke (zbiralnih mest).[2] Türbe Haji Bektash Velija je v prvotni bektaški tekiji (zdaj muzej) v mestu, ki zdaj nosi njegovo ime in ostaja kraj za romarje Alevi iz vse Turčije.

### Bosna in Hercegovina
Na vrhuncu Osmanskega cesarstva, pod Gazi Husrev-begom, sta Sarajevo in Bosna in Hercegovina, postalo eno največjih in najpomembnejših osmanskih mest na Balkanu za Konstantinoplom, z največjo tržnico (današnja Baščaršija) in številnimi mošejami, ki jih je bilo do srede 16. stoletja več kot 100. Do leta 1660 naj bi bilo v Sarajevu več kot 80.000 prebivalcev. Husrev-beg je močno oblikoval fizično mesto, saj je bila večina današnjega starega mestnega jedra zgrajena med njegovo vladavino. Gazi Husrev-begova mošeja (bosansko Gazi Husrev-begova džamija, turško Gazi Hüsrev Bey Camii), je mošeja na sarajevskem zgodovinskem trgu Baščaršija, zgrajena pa je bila v 16. stoletju. Je največja zgodovinska mošeja v Bosni in Hercegovini in ena najbolj reprezentativnih osmanskih stavb na Balkanu. Gazi Husrev-begovo tűrbe je na dvorišču džamije.
Travnik, v sodobni Bosni in Hercegovini, je po letu 1699, ko je Sarajevo zažgal princ Evgen Savojski, postal glavno mesto osmanske province Bosne in rezidenca bosanskih vezirjev. Velike vezirje so včasih pokopavali v Travniku, v osrčju starega mestnega jedra Travnika, kjer stojijo še danes, pa so jim v čast postavili türbe.

### Madžarska
Türbe Idrisza Babe stoji v Pécsu na Madžarskem in je bila zgrajeno leta 1591. Ima osmerokotno osnovo in kupolasto grobnico, s spodnjimi okni v ogivni obliki in zgornjimi okroglimi okni na fasadi. Je ena od le dveh ohranjenih tovrstnih tűrb na Madžarskem (druga je grobnica Gül Baba) in ima pomembno vlogo v zapisu o osmanski arhitekturi na Madžarskem.
O turški osebi, pokopani v turbi Idrisza Babe, ni veliko znanega; vendar je veljal za svetega moža z močjo delati čudeže. Kasneje so ga uporabljali kot skladišče smodnika. Türbe je turška vlada opremila z mavzolejem, vezenim rjuho in molitveno podlogo. Tako türbe Idrisz Baba kot türbe Gül Baba sta romarski mesti za muslimane.